# Malcolm McLean
Malcolm Purcell McLean (Maxton, 14 novembre 1913 – New York, 25 maggio 2001) è stato un imprenditore statunitense, magnate dell’autotrasporto, conosciuto per aver sviluppato il moderno trasporto intermodale attraverso container.

## Biografia
Nacque nel 1913 a Maxton, Carolina del Nord, da una famiglia tutt'altro che benestante ma non del tutto priva di risorse. Subito dopo il diploma, ottenuto nel mezzo della grande depressione, il giovane Malcom venne a sapere che una società petrolifera aveva bisogno di un gestore per il distributore di Red Spring, un paese nelle vicinanze, e fu un amico di famiglia a prestargli i soldi per comprare il primo carico di benzina. La sua ascesa iniziò quando scoprì che un camionista guadagnava cinque dollari per rifornire di petrolio il distributore partendo da Fayetteville, che distava 45 km: McLean si propose per quel lavoro. La McLean Trucking Company aprì i battenti nel marzo del 1934 e McLean, che gestiva anche la stazione di servizio, era l'unico autista. I legami familiari si rivelarono utili ancora una volta: un conoscente acconsentì a vendere a McLean, a rate di tre dollari la settimana, un autoribaltabile usato. La chiave del successo della McLean Trucking fu un'attenzione ossessiva alla riduzione dei costi. Una società di autotrasporti poteva sperare di attrarre nuovi clienti solo se offriva tariffe più basse della concorrenza.
La sua mente creativa sfornava in continuazione idee su come fare soldi. Nel 1953, temendo per la sorte della propria impresa a causa dell'affollamento delle autostrade e della concorrenza delle linee marittime nazionali, che potevano acquistare le navi da carico militari dal governo per poco o niente, ebbe un'intuizione geniale: invece di percorrere le trafficate autostrade costiere, perché non mettere i rimorchi sulle navi e traghettarli su e giù per la costa? Alla fine dell'anno McLean avanzò la proposta di nuovi terminal costieri che permettessero ai camion di risalire apposite rampe e depositare i rimorchi a bordo di navi costruite per questo scopo. Queste imbarcazioni dovevano trasportare i rimorchi tra il North Carolina, New York City e Rhode Island, evitando gli ingorghi di traffico in un periodo in cui le autostrade erano poche e mal collegate. Al porto d'arrivo, altri camion dovevano recuperare i rimorchi per portarli a destinazione.
Nel 1955 l'imprenditore americano fece la scommessa della sua vita vendendo per 25 milioni di dollari la sua azienda d'autotrasporto per acquistare la compagnia di navigazione Pan Atlantic dalla Waterman Steamship Corporation.
McLean cambiò ancora i suoi piani: caricare i rimorchi dei tir sulle navi non era conveniente, giacché le ruote avrebbero occupato troppo spazio. Valutando la questione, McLean elaborò un'idea ancora più radicale. Un programma governativo aveva reso disponibili alle compagnie di navigazione le petroliere della seconda guerra mondiale in esubero a prezzi stracciati. La Pan-Atlantic ne avrebbe comprate due per convertirle al trasporto di cassoni di camion, ossia rimorchi senza pianale d'acciaio, assale e ruote. In tal modo lo spazio occupato da ogni rimorchio si sarebbe ridotto di un terzo. Inoltre i cassoni erano sovrapponibili, a differenza dei rimorchi con le ruote. Secondo i piani di McLean, un camion avrebbe affiancato la nave e il cassone, con le sue venti tonnellate di merce, sarebbe stato sollevato e sistemato a bordo. Arrivato a destinazione, il cassone del rimorchio sarebbe stato calato su uno chassis vuoto e trasportato a destinazione.
Il 26 aprile del 1956, un centinaio di responsabili pranzarono a Port of Newark guardando la gru sistemare un container ogni sette minuti sulla Ideal-X. La nave, diretta a Port of Houston, nel Texas, ospitava sulla piattaforma 58 contenitori da 35 piedi, mentre la cisterna era carica di prodotti liquidi. La leggenda racconta che mentre la nave si stava allontanando dalla banchina, Freddy Fields, dirigente del sindacato portuale International Longshoremen's Association disse: "Affonderei volentieri quella figlia di puttana"." Anche il vecchio sindacalista aveva la vista lunga e aveva intuito che il container avrebbe rivoluzionato il trasporto, e con esso il lavoro dei portuali.
Nel 1969 vendette la Sea-Land all'imprenditore del tabacco Reynold per 530 milioni di dollari. Dopo alterne vicende, la compagnia si fuse nel 1986 con CSA, una filiale della compagnia ferroviaria CSX. Nel 1999 Sea Land venne acquistata da Maersk, che assunse prima la denominazione di Maersk Sealand, poi quella attuale di Maersk Line. Con il ricavato della vendita, McLean acquistò nel 1978 un'altra compagnia marittima, la United States Lines, e costruì una flotta di navi portacontainer da 4400 teu, le più grandi dell'epoca, avviando servizi giramondo. Ma la società fallì nel 1987. Cinque anni dopo, il settantottenne McLean fondò un'altra azienda la Trailer Bridge, che opera ancora tra la Florida e Porto Rico. L'imprenditore è morto a New York nel 2001, all'età di 87 anni. In suo onore, la Trailer Bridge assegna ogni anno il premio Malcom P. McLean Innovative Spirit Award. Lo stesso anno, la compagnia marittima di McLean fu ribattezzata Sea-Land Service, e con tale nome divenne famosa in tutto il mondo.

## Nota finale
Malcom McLean non fu affatto l'«inventore» delle spedizioni tramite container. McLean comprese che per ridurre i costi delle spedizioni di beni non bastava una semplice cassa di metallo, ma era necessario un sistema completamente nuovo di gestione delle merci. Tutte le componenti di questo sistema, i porti, le navi, le gru, le strutture di magazzino, gli autocarri, i treni e il lavoro dei suoi stessi clienti, dovevano cambiare. Questa consapevolezza rendeva le sue idee decisamente innovative rispetto a chiunque altro nell'industria dei trasporti. Il suo intuito introdusse cambiamenti così radicali che persino gli esperti dell'International Container Bureau, che per anni avevano cercato di promuovere i container, rimasero sorpresi dal suo operato. Un leader dell'organizzazione in seguito confessò: «A quei tempi non comprendemmo che negli Stati Uniti era in corso una rivoluzione».
McLean viene citato nel romanzo di Filippo Lubrano "Radici aeree" (Edizioni Leucotea), nel quale un mystery shopper si incontra a Bangkok con il figlio di McLean e discute dell'impatto sociale ed economico dell'innovazione messa a sistema dal padre.